# Poruka slobodne Hrvatske
Poruka Slobodne Hrvatske bio je hrvatski emigrantski list. 
Počeo je izlaziti 1978. u Londonu, a nastavio u Jönköpingu i Stockholmu. Prestao je izlaziti 1984., kada je list utrnut.
Urednici su bili Vladimir Pavlinić, a članovi uredništva su još bili Branko Salaj te pod pseudonimima Tihomir Rađa i Gojko Borić.

## Poznati suradnici
Pored članova uredništva, poznatih novinara, za Poruku slobodne Hrvatske je, među ostalima, pisao i Adil Zulfikarpašić.

## Vanjske poveznice i izvori
- Bibliografija Hrvatske revije[neaktivna poveznica]
- Bibliografija Hrvatske revije[neaktivna poveznica]